# Borut Pahor
Borut Pahor (Postojna, 2 november 1963) is een Sloveens politicus. Tussen december 2012 en december 2022 was hij de president van Slovenië. Eerder was hij premier van Slovenië (2008–2012), lid van het Europees Parlement (2004–2008) en voorzitter van de SD (1997–2012).

## Biografie
Borut Pahor studeerde politicologie aan de Universiteit van Ljubljana met als specialisme internationale betrekkingen. Al op jonge leeftijd sloot hij zich aan bij de Sloveense Communistenbond (ZKS). Nadat die partij in 1990 een doorstart had gemaakt als de Partij van Democratische Vernieuwing, werd Pahor later dat jaar voor het eerst verkozen als lid van het Sloveense parlement.
In 1997 werd Pahor benoemd tot politiek leider van de sociaaldemocratische ZLSD (later SD). Onder zijn leiding veroverde de partij elf zetels bij de parlementsverkiezingen van 2000, waarna de sociaaldemocraten deel uit gingen maken van een coalitieregering onder premier Janez Drnovšek (LDS). Pahor zelf werd tot parlementsvoorzitter uitgeroepen, een ambt dat hij ruim 3,5 jaar zou bekleden. In juni 2004 trad hij af nadat hij bij de Europese verkiezingen was verkozen als Europarlementariër. In het Europees Parlement sloot hij zich aan bij de Partij van de Europese Sociaaldemocraten.

### Premierschap
Na vier jaar in de oppositie (2004–2008) kwam de SD bij de Sloveense parlementsverkiezingen van 2008 als grote winnaar uit de bus. De partij won er 19 zetels bij en werd met 29 zetels de grootste van het land. Pahor gaf zijn zetel in het Europees Parlement op om een regering te vormen en deed dat met de partijen DeSUS, LDS en Zares. Op 21 november 2008 werd hij beëdigd als premier van Slovenië. Zijn coalitie hield stand tot 2011, toen eerst DeSUS en later ook Zares de regering verlieten uit onvrede met de voorgestelde pensioenhervormingen. Pahor verloor hierop een motie van wantrouwen, waarna vervroegde verkiezingen werden uitgeschreven. Bij deze verkiezingen viel de SD ver terug: de 19 zetels die de partij in 2008 had gewonnen, gingen allemaal weer verloren. Op 10 februari 2012 moest Pahor als premier plaatsmaken voor Janez Janša (SDS), die eveneens zijn voorganger was geweest. Enkele maanden later werd Pahor na 15 jaar eveneens weggestemd als partijleider van de SD.

### Presidentschap
Pahor stelde zich vervolgens verkiesbaar voor de Sloveense presidentsverkiezingen, die in het najaar van 2012 werden gehouden. Hiermee daagde hij de zittende president Danilo Türk uit. Met ruim 67% van de stemmen (tegenover zo'n 33% voor Türk) werd Pahor verkozen tot president van Slovenië. Hij trad aan op 22 december 2012. Vijf jaar later, in november 2017, werd hij herkozen voor een tweede ambtstermijn door in de tweede ronde van de presidentsverkiezingen Marjan Šarec te verslaan. Šarec was tussen 2018 en 2020 minister-president.
Conform de grondwet mocht Pahor zich na twee ambtstermijnen niet nogmaals verkiesbaar stellen als president. Op 22 december 2022, exact tien jaar na zijn aantreden, werd hij opgevolgd door Nataša Pirc Musar.
- Gemeinsame Normdatei: 1105604357
- Nationale Bibliotheek van Tsjechië: mzk20241225685
- Nationale en Universitaire bibliotheek Zagreb: 000004710
- Parlement.com: vhyzmvgil9x3
- Virtual International Authority File: 39146824593007630389

Lojze Peterle · Janez Drnovšek (1e) · Andrej Bajuk · Janez Drnovšek (2e) · Anton Rop · Janez Janša (1e) · Borut Pahor · Janez Janša (2e) · Alenka Bratušek · Miro Cerar · Marjan Šarec · Janez Janša (3e) · Robert Golob
Milan Kučan · Janez Drnovšek · Danilo Türk · Borut Pahor · Nataša Pirc Musar